# Les Remembrances du vieillard idiot (Arrivé)
Pour les articles homonymes, voir Les Remembrances du vieillard idiot.
Les Remembrances du vieillard idiot est un roman de Michel Arrivé publié chez Flammarion en 1977, souvenir du poème éponyme de Rimbaud.
Second texte portant ce titre (évident souvenir du premier), il s'agit du premier roman de Michel Arrivé, publié chez Flammarion en 1977. Le narrateur, Alfred Hellequin, est entré avant 40 ans à l’hospice de vieillards de Châtel-sur-Loire. Recourant exclusivement au « vous de politesse », il raconte alternativement les souvenirs de sa vie d’autrefois (notamment son histoire d’amour avec la désastreuse F.) et la chronique de sa lamentable vie quotidienne à l’hospice : témoignage authentique sur la condition des vieillards dans les asiles provinciaux à la fin du siècle dernier.  L’ancien métier du narrateur – il était professeur de linguistique et de littérature françaises à l’Université – laisse dans le roman une trace importante : Alfred Hellequin reproduit la biographie de l’écrivain méconnu Adolphe Ripotois (1914-1954) et quelques fragments de ses œuvres inédites. On retient surtout aujourd’hui de ces textes de Ripotois deux aphorismes : « Prendre les mots au pied de la lettre, c’est prendre son pied avec la lettre » et « Le mot, c’est la mort sans en avoir l’R ».
Il obtient le Prix du premier roman.